# Ethoprophos
Ethoprophos ist ein Wirkstoff zum Pflanzenschutz und eine chemische Verbindung aus der Gruppe der Thiophosphorsäureester. Das Insektizid wurde 1966 entdeckt und danach von der Mobil Chemical eingeführt. Später wurde der Wirkstoff von der Rhône-Poulenc (heute Bayer AG) übernommen.

## Gewinnung und Darstellung
Ethoprophos kann durch Reaktion von Phosphoroxychlorid mit 1-Propanthiol (Propylmercaptan) und anschließende Reaktion des Zwischenproduktes mit Natriumethanolat gewonnen werden. Alternativ ist auch die Reaktion von Phosphoroxychlorid mit Ethanol und anschließende Reaktion des Zwischenproduktes mit 1-Propanthiol möglich.

## Eigenschaften
Ethoprophos ist eine gelbliche Flüssigkeit, die wenig löslich in Wasser ist. Es ist stabil unter neutralen und leicht sauren, aber hydrolysiert rasch unter basischen Bedingungen.

## Verwendung
Ethoprophos wird gegen Nematoden und Bodeninsekten verwendet. Dazu gehören alle Rüsselkäfer, Flohkäfer, Erdraupen (cutworms) wie z. B. Eulenfalterraupen, Schnellkäfer (wireworms) und Weitere. Die Wirkung beruht auf der Hemmung der Acetylcholinesterase.

## Zulassung
In einigen Staaten der EU besteht für Ethoprophos eine Zulassung als Pflanzenschutzmittel, nicht jedoch in Deutschland, Österreich und in der Schweiz.